# Higher Walton, Cheshire
Higher Walton eller Walton Superior är en by i civil parish Walton, i distriktet Warrington, i grevskapet Cheshire, i England. Byn är belägen 3 km från Warrington. Walton Superior var en civil parish från 1866 till 1936 då den blev en del av Walton. Civil parish hade 175 invånare år 1931.